# Serghei Sviatcenko
Serhii Sviatcenko (ucraineană Сергій Святченко; n. 1952 în Harkov) este un artist ucrainean care trăiește în Danemarca din 1990. Sviatchenko a absolvit Academia de Arte și Arhitectură în Harkov în 1975, iar în 1986 a obținut o diplomă de doctorat la Școala de arhitectură din Kiev.

## Stil
Stilul de artă a lui Sviatcenko este ușor de recunoscut. Este un fel de expresionism abstract în care el pictează de mai multe ori pentru a ajunge la un motiv care evocă anumite sentimente în mintea spectatorilor. În multe dintre picturile sale de peisaj, profunzime imaginii este mai importantă decât un motiv în sine.

## Literatură
- Sviatchenko, Sergei. Sergei Sviatchenko, Borgens Forlag, 2002
- Sviatchenko, Sergei. Sergei Sviatchenko: Paintings & Others 1991-2006, Hovedland, 2006

1. 1 2  Den anerkendte kunstner Sergei Sviatchenko: Mødet med Danmark var som en forelskelse (în daneză), Kristeligt Dagblad, 9 februarie 2022
2. ↑  „Serghei Sviatcenko”, Gemeinsame Normdatei, accesat în 15 decembrie 2014
3. ↑  Lyset og ophidselsen (în daneză), Kristeligt Dagblad, 9 aprilie 2002, accesat în 8 octombrie 2021